# Exorista floralis
Exorista floralis là một loài ruồi trong họ Tachinidae.